# サーストン郡 (ネブラスカ州)
座標: 北緯42度16分 西経96度55分 / 北緯42.267度 西経96.917度
サーストン郡（英: Thurston County）は、アメリカ合衆国のネブラスカ州にある郡。2000年時点の人口は7,171人で、郡庁所在地はペンダー (Pender)。
ネブラスカ州のナンバープレートで、サーストン郡の車両は最初の数字が55になっている。これは1922年にナンバープレートの制度を確立した際、サーストン郡の車両登録台数が州内の郡のなかで55番目に多かったからである。
サーストン郡はその陸地の全域が州内のホーチャンク族（ウィネベーゴ族）とオマハ族のインディアン居留地に指定されている。そのため、人口に占める先住民の割合が州内の他の郡より高くなっている。

## 歴史
サーストン郡は1865年に組織され、ネブラスカ州選出の合衆国上院議員、ジョン・M・サーストンにちなんで名付けられた。

## 地理
アメリカ合衆国国勢調査局によると、この郡は総面積1,026 km2 (396 mi2) である。このうち1,020 km2 (394 mi2)が陸地で、6 km2 (2 mi2) が川や湖などの水地域である。総面積のうちの0.26%が水地域となっている。

### 隣接する郡
- ダコタ郡（北）
- ウッドベリー郡 (アイオワ州)（北東）
- モノナ郡 (アイオワ州)（東）
- バート郡（南東）
- カミング郡（南西）
- ウェイン郡（西）
- ディクソン郡（北西）

## 人口動静

2000年国勢調査時の郡の人口ピラミッド

2000年の国勢調査によると、サーストン郡には7,171人、2,255世帯、及び1,725家族が暮らしている。人口密度は7/km2 (18/mi2) で、2/km2 (6/mi2) の平均的な密度に2,467軒の住居が建っている。この郡の人種の構成は白人45.77%、黒人（アフリカ系アメリカ人）0.15%、先住民52.03%、アジア系0.06%、太平洋諸島系はおらず、その他の人種0.77%、及び混血1.23%で、2.43%の人々がヒスパニックまたはラテン系である。郡の住民の25.9%がドイツ系移民の子孫である。郡内の各村のうちエマーソン、ロザリー、ペンダー、サーストンには主に白人が住んでいるが、メイシー、ウォルトヒル、ウィネベーゴには主に先住民が住み着いている。
サーストン郡に住む2,255世帯のうち、40.00%は18歳未満の子どもと暮らしており、50.60%は夫婦で生活している。19.10%は未婚の女性が世帯主であり、23.50%は家族以外の住人と同居している。21.30%は独居で、全世帯の10.10%は65歳以上の独居老人世帯である。1世帯あたりの平均人数は3.14人であり、家庭の場合は3.64人である。
郡の住民は36.80%が18歳未満の子どもで、18歳以上24歳以下が8.30%、25歳以上44歳以下が23.90%、45歳以上64歳以下が17.70%、および65歳以上が13.20%となっている。平均年齢は30歳である。女性100人に対して男性は99.40人いて、18歳以上の女性100人に対しては男性は95.40人いる。
郡の世帯ごとの平均収入は28,170米ドルで、家族ごとでは30,893米ドルである。男性の24,792米ドルに対して女性は20,481米ドルの平均的な収入がある。この郡の一人当たりの収入 (per capita income) は10,951米ドルである。総人口の25.60%、家族の19.30%は貧困線以下である。18歳未満の子どもの32.60%及び65歳以上の14.70%は貧困線以下の生活を送っている。

## 政治
サーストン郡は2004年の大統領選挙で、ネブラスカ州の郡としては唯一民主党のジョン・ケリー候補が勝った郡である。また、2008年の大統領選挙でも民主党のバラク・オバマ候補が勝った州内の4つの郡のうちの一つになった。

## 村および国勢調査地域
- エマーソン (en:Emerson, Nebraska) ダコタ郡、ディクソン郡にまたがって位置している
- メイシー (en:Macy, Nebraska) 国勢調査地域
- ペンダー (en:Pender, Nebraska)
- ロザリー (en:Rosalie, Nebraska)
- サーストン (en:Thurston, Nebraska)
- ウォルトヒル (en:Walthill, Nebraska)
- ウィネベーゴ (en:Winnebago, Nebraska)

## 郡区
- アンダーソン (en:Anderson Township, Thurston County, Nebraska)
- ブラックバード (en:Blackbird Township, Thurston County, Nebraska)
- ブライアン (en:Bryan Township, Thurston County, Nebraska)
- ドーズ (en:Dawes Township, Thurston County, Nebraska)
- フラーノイ (en:Flournoy Township, Thurston County, Nebraska)
- メリー (en:Merry Township, Thurston County, Nebraska)
- オマハ (en:Omaha Township, Thurston County, Nebraska)
- ペンダー (en:Pender Township, Thurston County, Nebraska)
- ペリー (en:Perry Township, Thurston County, Nebraska)
- セイヤー (en:Thayer Township, Thurston County, Nebraska)
- ウィネベーゴ (en:Winnebago Township, Thurston County, Nebraska)